# Инерция мышления
Инерция мышления, или психологическая инерция, — склонность к сохранению уже имеющихся представлений, нежелание пересмотреть их, даже если они более не поддерживаются опытом или опровергаются им. Термин применяется, в частности, в исследованиях организаций для описания поведения менеджеров, не меняющих устройство организации при изменении ситуации.